# Alex Holcombe
Alex Holcombe, né le 22 novembre 1969, à Houston, au Texas, est un ancien joueur américain de basket-ball. Il évolue au poste de pivot.

## Palmarès
- Meilleur pourcentage aux tirs IBL 2000